# Cameraria mediodorsella
Cameraria mediodorsella är en fjärilsart som först beskrevs av Braun 1908.  Cameraria mediodorsella ingår i släktet Cameraria och familjen styltmalar. Inga underarter finns listade i Catalogue of Life.